# Vasopressore
Si dice vasocostrittore o anche vasopressore qualunque sostanza che agisca per causare una vasocostrizione e talvolta provocando l'aumento della pressione sanguigna.
Molti vasocostrittori agiscono su specifici recettori, come i recettori della vasopressina o gli adrenorecettori. I vasocostrittori sono anche usati clinicamente per alzare la pressione sanguigna o per ridurre l'irrorazione locale di sangue. L'esposizione a livelli di stress moderatamente alti induce anch'essa una vasocostrizione.
Molti vasocostrittori causano anche la midriasi.

## Esempi di vasocostrittori
- Adenosintrifosfato
- Adrenalina
- Antistaminico
- Catecolammine
- Cocaina
- Dimetilarginina asimmetrica
- Endotelina
- Fenilefrina, ideale per avere una midriasi farmacologica senza concomitante cicloplegia
- Freddo
- Illuminazione artificiale
- Acido lisergico
- Neuropeptide Y
- Nicotina
- Norepinefrina
- Decongestionanti come l'Oximetazolina
- Pseudoefedrina
- Elevati livelli di rumore
- Tetraidrossolina idroclorito
- Trombossano